# Ketchikan Gateway (distrito)
O Distrito de Ketchikan é um dos 18 distritos organizados do Estado americano do Alasca. É um distrito organizado, ou seja, que possui o poder e o dever de fornecer certos serviços públicos aos seus habitantes. Sua sede de distrito é Ketchikan. Possui uma área de 4 543 km², uma população de 14 070 habitantes e uma densidade demográfica de 4 hab/km².